# Нігяр Усубова
Нігяр Ібрагім кизи Усубова (азерб. Nigar Ibrahim qızı Usubova; 2 травня 1914, село Салахли Ґазахського повіту Єлизаветпольської губернії, Російська імперія — 15 вересня 1995, Баку, Азербайджан) — радянська і азербайджанська піаністка і музична педагогиня, професорка. Заслужена діячка мистецтв Азербайджанської РСР (1960).

## Життєпис
Нігяр ханум народилася у родині воєначальника, генерал-майора Ібрагім-Аги Муса-Ага огли Усубова.
Першим викладачем Н. Усубової була Р. Сирович. По вступі в училище продовжила свою освіту в класі Г. Г. Нейгауза і А. С. Барон.
Після навчання в училищі, за рекомендацією О. Б. Гольденвейзера, який почув її гру на державному іспиті, Нігяр вступає до аспірантури в московську консерваторію.

## Родина
Батько — генерал-майор Ібрагім-Ага Муса-Ага огли Усубов.
Мати — молодша дочка Закавказького муфтія Мірзи Гусейна Ефенді Гаїбова — Говхар ханум Гаїбова.

## Студенти
Студентами Нігяр Усубової були багато професійних музикантів, добре відомі в наші дні в Азербайджані, а також за його межами. Серед них народна та заслужена артистка Азербайджану, піаністка і професор Єгяна Ахундова, народний поет, драматург Ваґіф Самедоглу, професорки Бакинської музичної академії Ірина Наджафалієва, Земфіра Шафієва, Фірангиз Гаджиєва, Ельміра Мусаєва, професорка Університету Ататюрка в Туреччині Хагігат Магеррамова, доцент Афган Салаєв, докторка філософських наук Діляра Мюслюмзаде, лауреатка міжнародних премій з літератури Натаван Мустафаєва, Медіна Джабраїлова та ін.